# パトリシア・ヒー＝ブーレ
パトリシア・ヒー＝ブーレ（Patricia Hy-Boulais、1965年8月22日 - ）は、カナダの元女子プロテニス選手。カンボジアの首都プノンペンに生まれる。父親はカンボジア人、母親は中国人という家庭に生まれ、幼い時にカンボジアから香港に移り、1991年7月にカナダ国籍を取得した。1994年にコーチのイブ・ブーレ（Yves Boulais）と結婚した後は、旧姓と併用して「パトリシア・ヒー＝ブーレ」と名乗った。自己最高ランキングはシングルス28位、ダブルス36位。身長163cm、体重56kg、右利き。
彼女は6歳半の時に、家族とともにカンボジアを離れて香港に引っ越した。パトリシアの妹が家族から8年間も引き離されるという不幸の中で、彼女は8歳からテニスを始め、アメリカ・フロリダ州の「ブレイデントン・アカデミー」に留学した。1981年、彼女は16歳で女子テニス国別対抗戦・フェデレーションカップに香港代表選手として初出場したが、これが香港のフェデレーション杯初参加だった。1983年のウィンブルドンジュニア女子部門で、ヒーはジュニア女子シングルス準優勝・女子ダブルス優勝を記録した。ダブルス優勝パートナーのパティ・フェンディック（アメリカ）とは、プロ転向後もペアを組むことがあった。それから2年間カリフォルニア大学ロサンゼルス校で学び、1986年からプロテニス選手になる。1987年の全豪オープンで、ヒーは日本の井上悦子とペアを組み、第1シードのマルチナ・ナブラチロワ＆パム・シュライバー組との準決勝まで進出した。井上とは同年のウィンブルドンと全米オープンでもペアを組んだが、どちらも初戦敗退に終わってしまう。1987年は、2大会で柳昌子とペアを組んだこともある。1991年7月17日、ヒーはカナダ市民権の取得を認められ、フェデレーションカップにもカナダ代表選手として参加資格を得た。
カナダ市民権を取得した後、ヒーはようやくテニス経歴を軌道に乗せ、1992年全仏オープンでガブリエラ・サバティーニとの4回戦に進出した。ウィンブルドンでもジェニファー・カプリアティとの3回戦に進み、バルセロナ五輪にもカナダ代表選手として初出場を果たす。この年の全米オープンで、ヒーは4大大会シングルスの自己最高成績を出し、ベスト8に勝ち進んだ。3回戦でカプリアティ、4回戦でヘレナ・スコバを破ったヒーは、初進出の準々決勝で第1シードのモニカ・セレシュに 1-6, 2-6 で敗れた。1993年3月、彼女は世界ランキングの自己最高位「28位」を記録する。1994年11月19日にコーチのイブ・ブーレと結婚し、その後は2つの姓を併用して「パトリシア・ヒー＝ブーレ」と名乗った。
結婚生活に入った後、ヒー＝ブーレはウィンブルドンで1996年・1997年の2年連続で4回戦に進出した。1996年アトランタ五輪では、2度目のオリンピック出場も果たし、シングルスは2回戦でモニカ・セレシュに敗れたが、ジル・ヘザリントンと組んだダブルスで準々決勝に進出した。同年の全米オープンでは、南アフリカのロザリン・ニデファーと組んだ女子ダブルスで準々決勝に進み、9年前の1987年全豪オープン女子ダブルスで井上悦子と組んだベスト4以来、久々のダブルス上位進出を決めた。ヒー＝ブーレとニデファーは、準々決勝でマルチナ・ヒンギス＆ヘレナ・スコバ組に 4-6, 4-6 で敗れた。同大会のシングルスでは、1回戦でガブリエラ・サバティーニに敗れた。（サバティーニはこれが最後の4大大会出場となり、同年末に26歳で現役を引退した。）
彼女の最後の活躍は、1997年ウィンブルドンの4回戦進出である。32歳を間近に控えていた彼女は、2年連続の4回戦でヤユク・バスキ（インドネシア）に 0-6, 6-7 で敗れた。1998年全米オープンの予選1回戦敗退を最後に、パトリシア・ヒー＝ブーレは33歳で現役を引退した。2004年7月25日に「カナダテニス殿堂」入りを果たしている。